# Teano (Tràcia)
|  | Aquest article tracta sobre la mítica princesa tràcia. Vegeu-ne altres significats a «Teano». |

D'acord amb la mitologia grega, Teano (en grec antic Θεανώ), era una princesa tràcia que actuà com a sacerdotessa d'Atenea durant la guerra de Troia.
Teano era filla del rei de Tràcia Cisseu i la seva esposa Teleclea, princesa troiana, una de les filles del Rei Ilos. De vegades se la fa germana d'Hècuba.
Es casà amb el noble dardani Antènor i van tenir nombrosos fills, la majoria mascles i que van morir a la guerra de Troia:
- Arquelau
- Acamant
- Glauc
- Helicàon
- Laodiceu
- Coon
- Polibus
- Agènor
- Ifidamant
- Laodamant
- Demeleó
- Eurímac
- Crinus
- Licàon
- Laocoont

També va cuidar amorosament Pedeu, un fill que Antènor havia tingut amb una dona anterior.
Posteriorment van instal·lar-se a Troia, allà Teano va recollir el Pal·ladi, una imatge miraculosa d'Atenea que suposadament havia caigut del cel, i es feu sacerdotessa de la deessa.
Poc després, el príncep Paris de Troia va raptar la bella Helena i la va dur a Troia. Abans d'iniciar-se les hostilitats, Odisseu i Menelau es van presentar en una ambaixada per demanar el seu retorn. Teano i Antènor van aconsellar retornar la dona al rei Menelau d'Esparta i evitar així la mítica guerra, però tothom estava meravellat per la bellesa de la jove espartana i no els feren cas.
En el Llibre VI de la Ilíada s'explica com Teano, Hècuba i totes les dames troianes van oferir sacrificis i pregàries a Atena per salvar la ciutat de Troia, però aquestes no foren escoltades, ja que els grecs entraren finalment a la ciutat gràcies al subterfugi del cavall, i la destruïren completament. Malgrat tot, Teano i el seu espòs Antènor van sortir lliurement de Troia, ja que havien acollit Odisseu i Menelau a casa seva i havien demanat el retorn d'Helena a Esparta.
Una llegenda romana posterior esmentava a Teano i Antènor que, havent escapat a l'últim moment de Troia, van fer-se a la mar amb el grup d'Eneas, van parar a Il·líria i van arribar finalment a la península Itàlica, on van fundar la ciutat de Pàdua. Una tradició també posterior, deia que Teano havia traït la ciutat amb la complicitat d'Antènor, lliurant el Pal·ladi als grecs.